# Antecámara (sala)
Se llama antecámara a la habitación o departamento que precede a las demás y es equivalente a la que los antiguos llamaban antithalamus.
Destinada generalmente para los criados, la antecámara varía de tamaño según la importancia de los salones de que ella hace parte. En las casas particulares, lo precede inmediatamente la sala principal.
En un palacio, se encuentran ordinariamente tres antecámaras:
- la primera está ocupada por los criados;
- la segunda es para las personas que tienen que hablar con el dueño y señor del palacio;
- la tercera, que se llama pequeño salón, está destinada a recibir a las personas de distinción que han de pasar luego al gran salón. También sirve esta pieza para dar audiencia.